# Chrysosyrphus latus
Chrysosyrphus latus là một loài ruồi trong họ Ruồi giả ong (Syrphidae). Loài này được Loew mô tả khoa học đầu tiên năm 1863. Chrysosyrphus latus phân bố ở vùng Cổ Bắc giới